# Amapacanthus
Amapacanthus is een geslacht in de taxonomische indeling van de haakwormen, ongewervelde en parasitaire wormen die meestal 1 tot 2 cm lang worden. De worm behoort tot de familie Diplosentidae. Amapacanthus werd in 2000 beschreven door Guillermo Salgado-Maldonado & Portes-Santos.